# 格拉纳达省阿拉马
格拉纳达省阿拉马（西班牙語：Alhama de Granada）是西班牙安达卢西亚自治区格拉纳达省的一个市镇。总面积434平方公里，总人口6012人（2001年），人口密度14人/平方公里。

## 友好城市
- 法國 巴涅尔德比戈尔